# Aérodrome Osvaldo Virgil
L'aérodrome Osvaldo Virgil dessert la province de Monte Cristi, dans le nord de la République dominicaine. Cet aéroport a été ouvert en 2006 pour le tourisme, avec des vols en provenance d'autres aéroports dominicains.

## Situation
| Barahona Constanza La Romana Pedernales Monte Cristi Punta · Cana Samaná · A. Barril Samaná · El Catey Puerto Plata Santiago Saint-D. · Las Américas Saint-D. · La Isabela |

## Compagnies aériennes et destinations
| Compagnies     | Destinations                   |
| -------------- | ------------------------------ |
| Aerolíneas Mas | Saint-Domingue-Dr. J. Balaguer |